# Xylophanes rhodina
Xylophanes rhodina là một loài bướm đêm thuộc họ Sphingidae. Nó được tìm thấy ở Panama và Costa Rica.
Con trưởng thành có thể bay quanh năm.
Ấu trùng có thể ăn Psychotria panamensis, Psychotria nervosa và Pavonia guanacastensis.